# دانيال إيوينغ
دانيال إيوينغ (26 مارس 1983 في الولايات المتحدة - ) (بالإنجليزية: Daniel Ewing)‏ هو لاعب كرة سلة أمريكي في مركزي مدافع مسدد الهدف وهجوم خلفي. لعب مع أسكو غدينيا وبشكتاش لكرة السلة وخيمكي ولوس أنجلوس كليبرز ونادي أزوفماش لكرة السلة.

## وصلات خارجية
- دانيال إيوينغ على موقع إن بي أي (الإنجليزية)
- دانيال إيوينغ على موقع سبورتس رفرنس (الإنجليزية)
- دانيال إيوينغ على موقع كرة السلة الأوروبية.كوم (الإنجليزية)
- دانيال إيوينغ على موقع كلية كرة السلة في سبورتس رفرنس.كوم (الإنجليزية)
- دانيال إيوينغ على موقع ريلجم (الإنجليزية)
- دانيال إيوينغ على موقع بروبوليرز (الإنجليزية)
- دانيال إيوينغ على موقع سبورتس رفرنس (الإنجليزية)